# Синагога Нахлас Елиезер
Нахлас Елиезер — разрушенная синагога города Одессы, находилась по адресу ул. Одария, 7. С советских времён существовала как единственная действующая синагога города Одессы.

## История
В начале 1890-х годов еврейская община «Нахлас Елиезер» начала сбор средств на развитие своей синагоги. Большой финансовый вклад сделал купец Лейзер Клебман.
С приходом советской власти была начата борьба с религией. В 1920 году синагога была закрыта, как и большинство других. В 1954 году в городе закрыта последняя синагога в центре города (на Пушкинской), и, соответственно, еврейская община получила разрешение на возобновление функционирования синагоги Нахлас Элиэзер. Так, несмотря на большое количество еврейского населения, до 1989 года она оставалась единственной действующей синагогой Одессы. Восстановление синагоги происходило на пожертвования прихожан, а также благодаря усилиям раввина Димента. Здесь также работала пекарня для выпечки мацы.
Однако, к тому времени уже немногочисленная община евреев Одессы, не имела достаточных средств на содержание старого здания в надлежащем состоянии. Летом 1992 года большая часть старого здания обвалилась. Остались лишь некоторые хозяйственные блоки и здание пекарни. К счастью, человеческих жертв не было. Удалось также спасти свитки Торы.

## Галерея

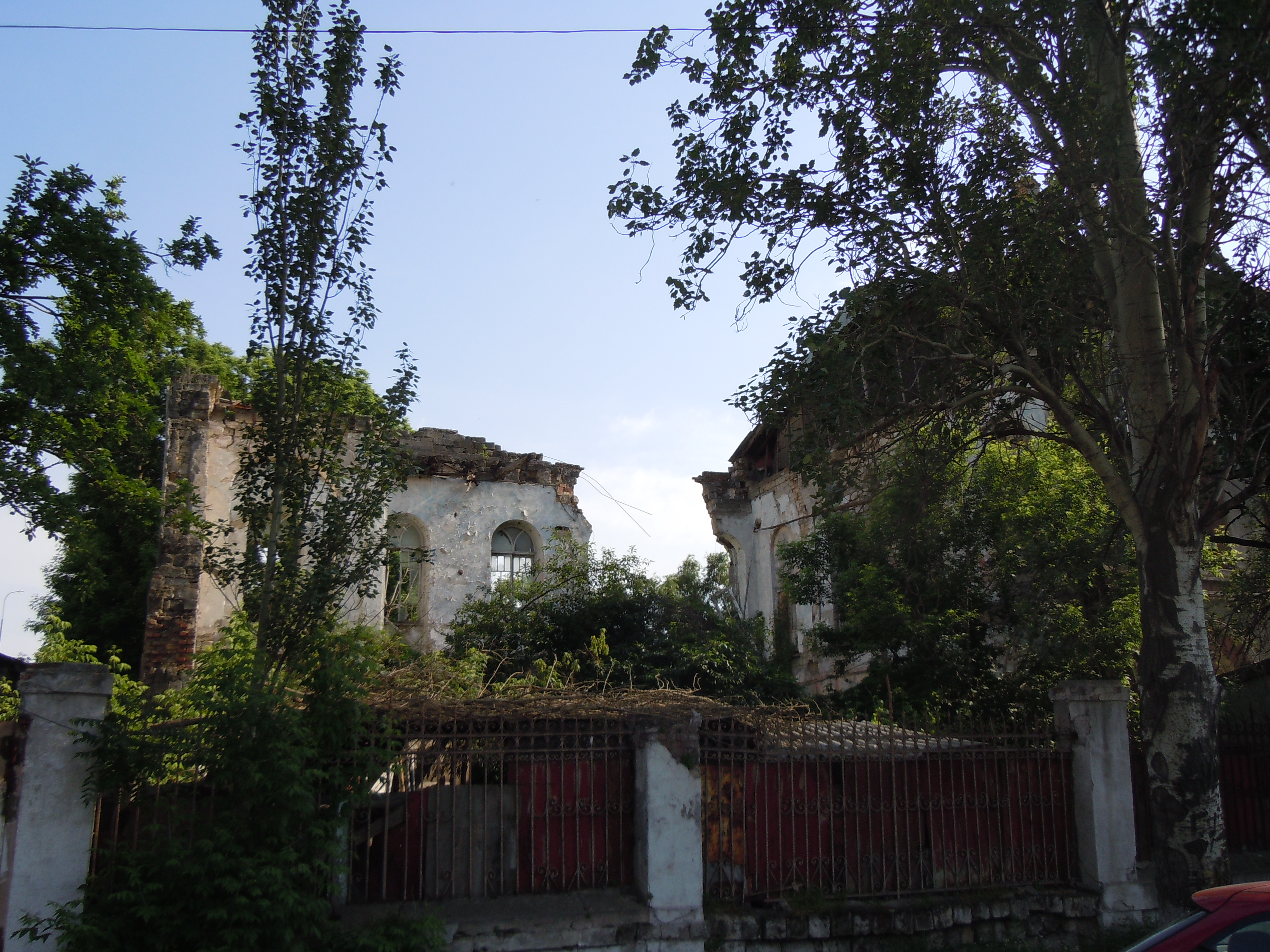
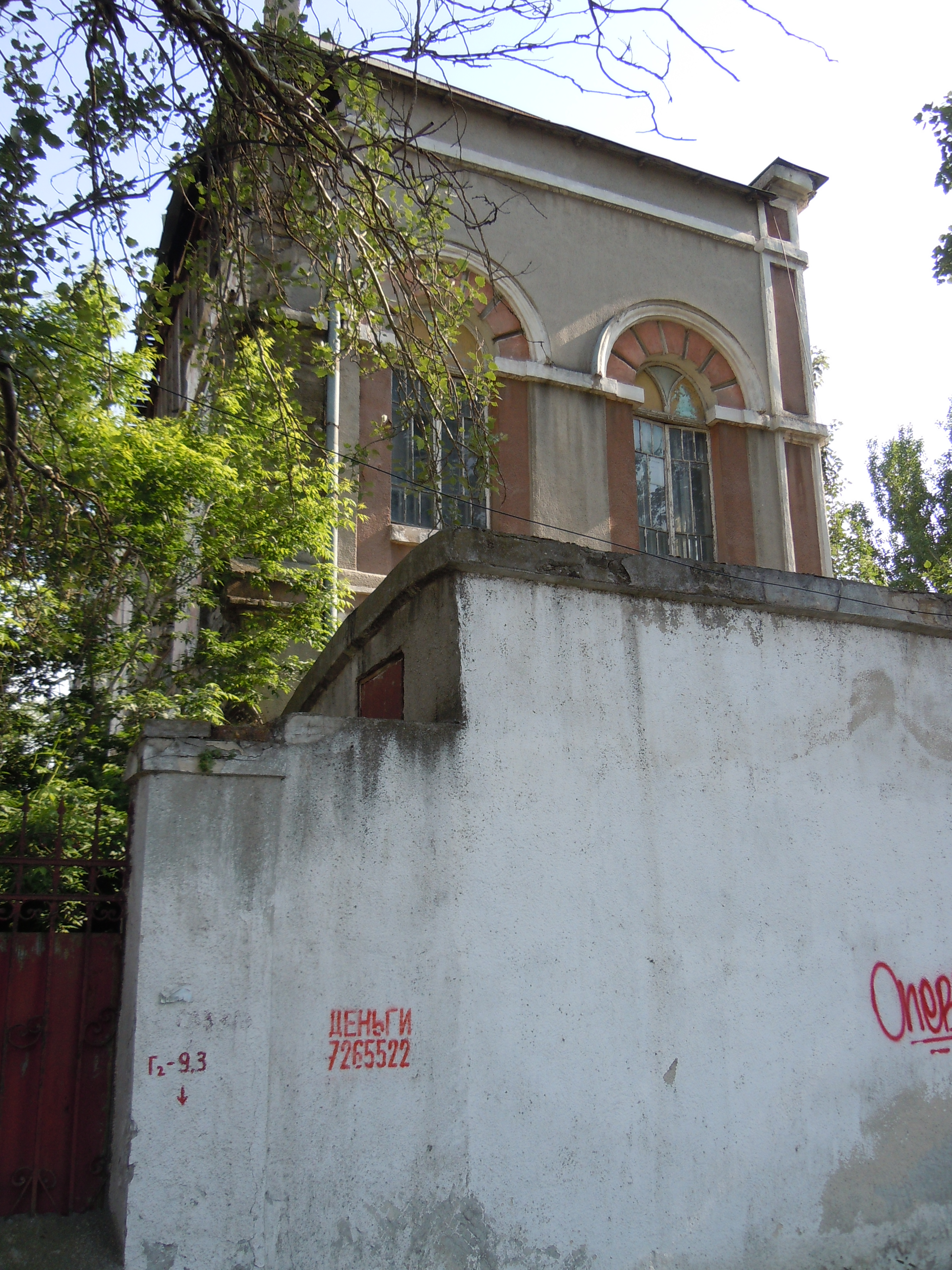